# قائمة صواريخ أرض-جو
هذه قائمة من بصواريخ أرض-جو (صواريخ سام).

## الحرب العالمية الثانية
- Enzian - ألمانيا النازية
- فاسيرفال - ألمانيا النازية
- Rheintochter - ألمانيا النازية

## النظم الحديثة

### الصين
- أس-75 دفينا
- اتش كيو-7
- HQ-61
- HQ-6
- HQ-64
- تور (نظام صاروخي)
- FL-3000N
- KS-1/HQ-12
- FM-3000
- سكاي دراغون 12
- سكاي دراغون 50  [لغات أخرى]‏
- DK-10
- نظام صواريخ بوك
- FK-3
- اتش كيو-9

### فرنسا
- كروتال
- ميسترال
- إم بي دي إيه ميكا

### ألمانيا
- IDAS - أيضا الموجهة بلأشعة تحت الحمراء
- LFK NG

### اليونان
- نظام صواريخ أريس إيه إيه

### الهند
- عكاش (صاروخ)
- باراك 8
- مايتري (صاروخ)
- تريشول
- صواريخ بردايومنا الاعتراضية البالستية
- صواريخ أشوين الاعتراضية البالستية
- صواريخ بي دي في الاعتراضية البالستية

### إيران
- باور 373[1]
- سوم خرداد
- طبس
- حرز 9
- آرمان
- صلاة الفجر[2]
- Mehrab (صاروخ)[2]
- Shahin[3]
- Shalamche
- ميثاق-1
- ميثاق-2
- طوفان (صاروخ)
- رعد
- رعد
- أس-75 دفينا[2]
- Sayyad-1A
- Sayyad-2[4]
- Sayyad-3[1]
- Sayyad-4[1]
- Shahab Thaqeb
- SM-1
- يا زهراء
- Herz-e-nohom
- Raad 122 mm anti helicopter rocket[5]

### العراق
- Al Arq (صاروخ)
- الحرية (صاروخ)

### إسرائيل
- آرو (صاروخ)
- باراك 1 (صاروخ)
- مقلاع داوود
- القبة الحديدية
- سبايدر (سطح-جو بيثون وديربي)

### اليابان
- Type 91
- Type 03 Chu-SAM
- Type 81 Tan-SAM
- Type 93 "Closed Arrow" SAM
- تايب 11 صاروخ أرض-جو قصير المدى

### باكستان
- Anza (صاروخ) I, II, III

### بولندا
- غروم

### رومانيا
- ستريلا-2
- CA-95

### جنوب أفريقيا
- اومكونتو (صاروخ)
- مارلين

### كوريا الجنوبية
- تشيرون
- كي إم- سام

### السويد
- آر بي إس-70

### سويسرا
- آر إس دي-58

### تايلاند
- دي تي أي-1جي

### تايوان
- نظام الدفاع الجوي أنتيلوب
- سكاي بو سلسلة متقدمة من نظام صواريخ أرض-جو

### تركيا
- أسلسان
- أسلسان
- حصار-إيه
- حصار-إأو

### المملكة المتحدة
- Blowpipe
- Bristol Bloodhound
- English Electric Thunderbird
- Javelin
- Rapier
- سي كات - المملكة المتحدة
- سي سلوق
- سي دارت
- سي وولف
- ستارستريك / ليزر
- Starburst/laser

### الولايات المتحدة الأمريكية
- إف أي إم-43 ريد إيي
- ستينغر
- إم أي إم-3 Nike Ajax
- إم أي إم-14 Nike-Hercules
- CIM-10 BOMARC
- إم آي إم-23 هوك
- شاباريل إم آي إم-72 - وهذا هو النسخة التي تطلق من الأرض لصاروخ إيه آي إم-9 سايدويندر AAM
- إم آي إم-104 باتريوت
- آر إي إم-24 تارتار
- آر إي إم-2 تيرراير
- آر إي إم-8 تالوس
- سي سبارو آر إي إم-7 (ويعرف أيضا باسم نقطة دفاع النظام الصاروخي (BPDMS))
- آر إي إم-66 ستاندرد (SM-1MR/SM-2MR)
- آر إي إم-67 ستاندرد (SM-1ER/SM-2ER)
- ستاندارد ميسايل 3 (SM-3)
- آر إي إم-174 ستاندرد إيرام (SM-6)

### الاتحاد السوفياتي / روسيا
- 2 كي 11 كروج
- سام 6
- 2كيه22 تونغوسكا/إس إيه-19 "غريسون"/إس إيه-إن-11 (نظام اطلاق صواريخ مقطور بما في ذلك إس إيه-19)
- كاشتان سي أي دبليو إس (نظام اطلاق صواريخ بحرية بما في ذلك: إس إيه-19/إس إيه-إن-11)
- 9كيه33 أو أس إيه
- 9كيه31 ستريلا-1/إس إيه-9 "غاسكين"
- 9كيه35 ستريلا-10/إس إيه-13 "غوفر"
- 9كيه34 ستريلا-3/إس إيه-14 "غريملن"/إس إيه-إن-8
- نظام صواريخ بوك
- بانتسير-اس1 (نظام اطلاق صواريخ بعجلات أو مقطور بما في ذلك إس إيه-22)
- تور (نظام صاروخي)
- صاروخ إيغلا
- إس-25 بيركوت/إس إيه-1 "قيولد"
- أس-75 دفينا
- سام 3
- إس-200 انقارا/فيغا/دوبنا/إس إيه-5 "قامون"
- أس - 300
- إس-400 تريومف
- أس-500
- ستريلا-2
- أم-11 شتورم

### كوريا الشمالية
- KN-06 - بالإضافة إلى الصينية والروسية S300V\P .

### يوغوسلافيا
- R-25 Vulkan

### متعددة الجنسيات
- أستر (عائلة صواريخ) - فرنسا / إيطاليا
- الصاروخ ذو الهيكل الدوار (RIM-116) - الولايات المتحدة / ألمانيا (أيضا متوفر رادار سلبي (ESM) بتوجيه)
- صاروخ رولاند - فرنسا / ألمانيا
- نظام دفاع جوي مدى متوسط مدد - الولايات المتحدة / ألمانيا / إيطاليا